# كينيدي سانت بيير
كينيدي سانت بيير (بالإنجليزية: Kennedy St-Pierre) (مواليد 1993) هو ملاكم موريشيوسي، مثّل بلاده في الألعاب الأولمبية الصيفية 2016.

## روابط خارجية
كينيدي سانت بيير على موقع بوكس ريك (الإنجليزية) (registration required)
- كينيدي سانت بيير على موقع أوليمبيديا (الإنجليزية)